# Torre Luengo
La torre Luengo, también conocida como Heredad de la Algineta, se encuentra a unos 2 kilómetros del núcleo de Alginet, en una zona agrícola y rodeada de campos de naranjos, concretamente en la partida de la Horteta.
Rodeada de naranjos, la Torre Luengo, es una atalaya desde la que controlar la huerta de Alginet y alrededores. Sus propietarios fueron los introductores del cultivo del cacahuete en la comarca de la Ribera Alta.
La Torre Luengo de Alginet representa un ejemplo de arquitectura burguesa valenciana del siglo XIX.
El escudo de este edificio está catalogado como bien de interés cultural.

## Descripción
Situada en la partida de La Horteta, en el centro de una antigua gran heredad, está constituida por un edificio con tipología de masía, una singular torre y una zona ajardinada.
Esta torre se encuentra junto a un edificio datado en el siglo XVIII o anterior. En la parte oriental pervive una zona arbolada. La torre que da nombre al conjunto de la masía ocupa el sudeste del terreno. Se trata de una torre exenta, construida según los cánones de ingeniería civil de la segunda mitad del siglo XIX. Tiene una esmerada realización y en su diseño se aprecian ciertas similitudes con propiedades coetáneas construidas por la aristocracia o la alta burguesía valenciana.
El edificio consta de un cuerpo principal construido en sillar, de dos plantas, cubierto de teja a dos vertientes, con fachada orientada a mediodía, y a la parte de detrás dispone de un amplio patio. En una esquina del cuerpo principal está situada la torre, de ladrillo timbrado, mampostería y basamento de sillares de piedra (piedra labrada, generalmente de alta calidad). Sobre el cuerpo principal se alzan tres más de mampostería con hileras nivelantes de ladrillo. En la superficie de sus muros aparecen diversas ventanas de ladrillo rematadas con arcos escarzanos (inferiores a la semicircunferencia) y estrechas oquedades que permiten la iluminación de la escalera interior.
Tiene siete plantas acabadas en terraza plana y rematada con una singular estructura metálica con escalera de caracol que aloja en su parte más alta una pequeña campana y sobre ella un pararrayos.

## Historia
Construida seguramentea mediados del siglo XIX, su técnica constructiva es la usada normalmente en las obras de ingeniería civil de aquel tiempo. Tiene una esmerada realización y en su diseño se encuentran ciertas similitudes con edificaciones de propiedades agrícolas construidas por la aristocracia o la alta burguesía valenciana en dicho periodo.
Al encontrarse en una zona relativamente aislada del municipio de Alginet llevó que su capilla fuera utilizada durante siglos por los habitantes de los alrededores.
Los propietarios de la torre, la familia Luengo, tuvieron una gran influencia en la historia de Alginet. Juan Baltasar Luengo introdujo el cultivo del cacahuete en la comarca de la Ribera Alta. Durante varias décadas, esta masía representó la mayor propiedad de suelo del término
municipal.